# Бронзова якамара
Бронзовата якамара (Galbula leucogastra) е вид птица от семейство Якамарови (Galbulidae).

## Разпространение
Видът е разпространен в Боливия, Бразилия, Венецуела, Гвиана, Колумбия, Суринам и Френска Гвиана.